# Cinema giapponese

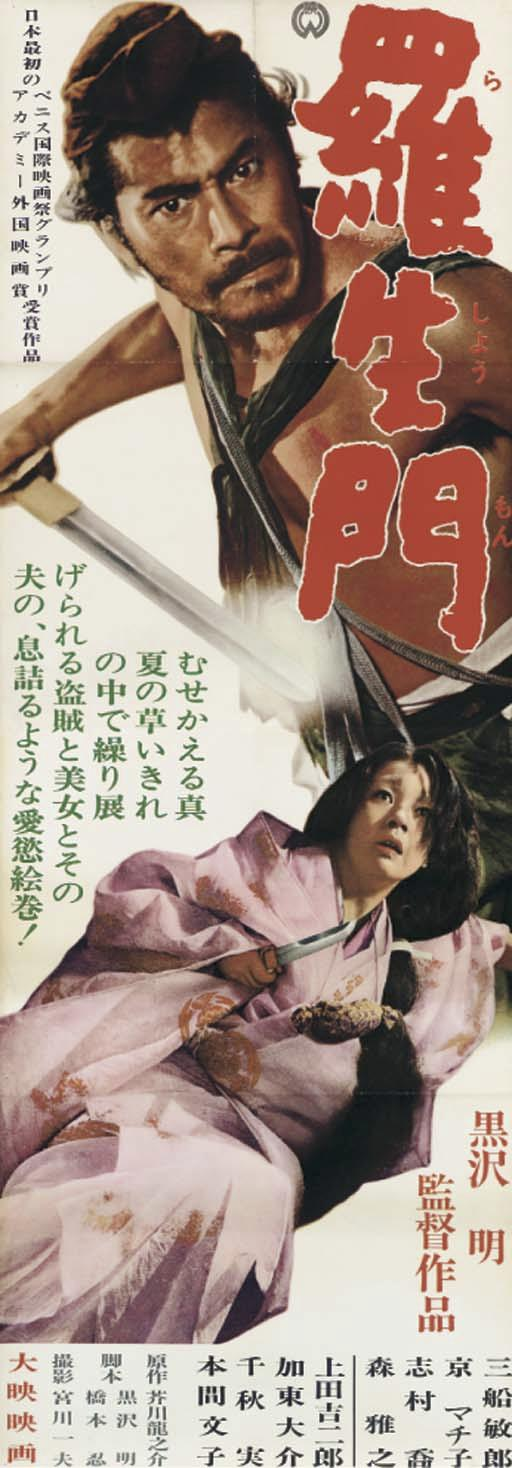
Locandina del film Rashomon, di Akira Kurosawa (1950)

Il cinema giapponese (日本映画?, Nihon eiga) ha una storia per molti versi analoga a quella di altre cinematografiche mondiali, con alcune proprie specificità.
L'industria cinematografica giapponese, fortemente strutturata in case di produzione maggiori, come a Hollywood, ha avuto una prima età dell'oro negli anni venti e trenta, con una produzione di eccezionale ricchezza che non ha però varcato i confini nazionali, e ha raggiunto il proprio apogeo negli anni cinquanta, quando la produzione ha raggiunto la sua massima prolificità, con oltre cinquecento film all'anno, e le opere di eccezionale qualità artistica di alcuni autori, come Akira Kurosawa e Kenji Mizoguchi, hanno fatto scoprire in Occidente, attraverso i festival, l'esistenza del cinema nipponico, a partire dal film Rashomon (1950), vincitore del Leone d'oro alla Mostra internazionale d'arte cinematografica di Venezia e dell'Oscar per il miglior film straniero.
Tra la fine degli anni cinquanta e l'inizio dei sessanta anche il cinema giapponese è stato interessato dal fenomeno internazionale delle nouvelles vagues e sono emersi nuovi autori di rilevanza internazionale come Nagisa Ōshima e Shōhei Imamura. Nel corso degli anni sessanta il sistema produttivo cinematografico ha però subito l'insuperabile concorrenza della televisione ed ha imboccato la via del declino, con la progressiva discesa del numero dei film prodotti, delle sale cinematografiche e degli spettatori.

## Storia
Nota: i nomi sono indicati all'uso occidentale (nome-cognome), non giapponese (cognome-nome).

### Le origini
L'invenzione del cinema arriva presto in Giappone. Nel 1896 a Kōbe viene presentato con grande successo il Kinetoscopio di Edison, mentre l'anno successivo il Vitascopio Edison e il Cinématographe dei Lumière offrono le prime vere proiezioni su schermo per un pubblico collettivo. Ad introdurre il Cinématographe è l'imprenditore tessile Katsutarō Inabata, di ritorno da un viaggio in Francia durante il quale ha conosciuto Auguste Lumière. Lo accompagnano due operatori dei fratelli Lumière, Gabriel Veyre e Constant Girel, incaricati di illustrare il funzionamento della nuova tecnologia, ma anche di realizzare riprese di scene di strada e riprese dal vivo a Tokyo, Osaka, Kyoto e Kobe.
Le prime case di produzione giapponesi, la Yokota di Einosuke Yokota e la Yoshizawa di Ken'ichi Kawaura, sono centrali nella diffusione del cinema in questi primi anni, con l'importazione dei macchinari, la nascita degli studi e delle sale cinematografiche stabili (la prima, chiamata Denkikan, risale al 1903).
I primi film giapponesi, risalenti al 1898-1899, sono principalmente riprese dal vivo di scene di strada e di "danze di geisha" nei quartieri di piacere, prodotti dalla casa fotografica Konishi e realizzati da Shirō Asano.
I primi film a soggetto sono fedeli adattamenti di famosi drammi kabuki, come Momijigari ("Passeggiata sotto le foglie d'acero"), realizzato nel 1898 o 1899 da Tsukemichi Shibata, interpretato dai celebri Danjurō Ichikawa IX e Kigugorō Onoe V (anche se, in generale, gli attori kabuki sono reticenti a cimentarsi con il cinema, nel quale vengono invece impiegati i kyūgeki, attori di rango inferiore). Nel suo periodo iniziale, il cinema è in effetti fortemente debitore del teatro, nelle sue varie forme (il kabuki tradizionale; lo shimpa, la "nuova scuola" del melodramma contemporaneo; lo shingeki, il "nuovo teatro" spesso adattato dal repertorio occidentale moderno, in particolare russo, ad esempio Tolstoj e Gor'kij), tanto che dall'incrocio dell'arte teatrale e cinematografica nascono i cosiddetti rensa-geki ("drammi a catena"), opere teatrali dal vivo con inserti filmati di riprese in esterni, la cui popolarità rimane costante fino ai primi anni venti, finché la componente cinematografica non ha il sopravvento.
Una figura caratteristica del cinema delle origini è quella dei benshi ("uomini parlanti"), i commentatori pubblici dei film muti, incaricati di leggere le didascalie a beneficio di un pubblico in buona parte analfabeta, ma anche di descrivere le trame prima della proiezione per ricondurle a strutture narrative ben riconoscibili. I più celebri, quali Komada Koyō, Somei Saburō e Takamatsu Toyojirō, arrivano ad avere il nome sopra i titoli, a rivaleggiare per popolarità con attori e registi e ad influenzare addirittura la produzione dei film. Anche il fratello maggiore di Akira Kurosawa, per passione, fu un benshi, cosa che contribuì notevolmente ad avvicinare questo artista al cinema. La categoria raggiunge la massima fortuna all'inizio degli anni venti, riesce a sopravvivere fino alla metà degli anni trenta, riuscendo con la propria opposizione a ritardare l'affermazione del cinema sonoro in Giappone, ma è inevitabilmente destinata a scomparire.
Fra i maggiori protagonisti del cinema degli anni dieci spiccano il regista Shōzō Makin e l'attore Matsunosuke Onoe, prima star del cinema giapponese, che girano insieme decine di film all'anno.
Nel corso del decennio comincia a prendere forma un'industria cinematografica vera e propria. Nel 1912, dalla fusione di M. Pathé, Yokota, Yoshizawa e Fukuhodo, nasce la prima compagnia di produzione major, la Nikkatsu (abbreviazione di Nippon Katsudō Shashin Kabushiki Kaisha, "Società giapponese delle immagini in movimento"), che nel giro di pochi anni arriva a controllare direttamente alcune decine di sale e ad avere accordi di distribuzione con un altro migliaio. La sua più temibile concorrente è la Tenkatsu (Tennen Shoku Katsudō Shashin, "Società dei film a colori naturali"), fondata nel 1914 da Kisaburō Kobayashi, all'avanguardia nello sperimentare l'uso del colore, i cui costi costringono però al ritorno al bianco e nero. Nel 1920 Takejirō Ōtani e Matsujirō Shirai fondano la seconda major, la Shochiku ("Compagnia del pino e del bambù"), che svolge un ruolo fondamentale nel modernizzare il nascente cinema giapponese, richiamando operatori e registi che avevano lavorato ad Hollywood, come Henry Kotani, e introducendo la sostanziale novità delle attrici donne, contro la tradizione di derivazione teatrale che voleva i ruoli femminili interpretati da uomini (onnagata o oyama).
A spingere verso il rinnovamento del cinema giapponese è anche Norimasa Kaeriyama, primo teorico giapponese del cinema come arte piuttosto che artificio tecnico, fondatore della Eiga Geijutsu Kyōkai (Associazione per l'arte cinematografica), autore del saggio Principi di ripresa e sceneggiatura nel dramma cinematografico, divulgatore con i suoi scritti e film di un'idea di cinema realistico, indipendente dalle forme del teatro tradizionale, caratterizzato da un montaggio articolato e da una recitazione più naturalistica, su modello occidentale. È lui a coniare il termine eiga ("immagini descrittive") in sostituzione di katsudō shashin ("fotografie in movimento"). Un altro innovatore è Eizō Tanaka, autore di Ikeru shikabane ("Il cadavere vivente") (1917), tratto da Tolstoj.
Alla fine degli anni dieci il cinema giapponese comincia a raggiungere un'autonomia e addirittura una posizione di privilegio rispetto al teatro. Un film simbolo di questa fase di sperimentazione è Rōjō no reikon (Anime sulla strada) (1921), diretto da Minoru Murata, con la supervisione di Kaoru Osanai.

### L'età d'oro del muto e il passaggio al sonoro
Il 1º settembre 1923 il «Grande terremoto del Kanto» devasta la regione della città di Tokyo, danneggiando gravemente gli studi cinematografici della Shōchiku a Kamata e della Nikkatsu a Mukōjima. La conseguente impossibilità di garantire l'abituale fornitura di film rende necessaria una massiccia importazione di film occidentali, hollywoodiani ed europei, molto apprezzati dal pubblico. I capolavori di autori quali Lang, Murnau, Sternberg, Lubitsch e Stroheim esercitano un'influenza determinante sui giovani cineasti giapponesi che esordiscono in quegli anni, offrendo loro riferimenti tecnici ed estetici fondamentali.
Alla catastrofe segue un periodo di assestamento e poi di grande ripresa. Il cinema giapponese conosce fra gli anni venti e i primi anni trenta un'autentica «età dell'oro», di cui sono artefici, fra gli altri, Buntarō Futagawa (Orochi, 1925), Yasujirō Shimazu (Yama no senroban, 1923; Mura no sensei, 1925), Teinosuke Kinugasa (Kurutta ippêji, 1926; Jōjirū, 1928), Kenji Mizoguchi (Taki no shiraito, 1933), Hiroshi Shimizu, Kajirō Yamamoto, Daisuke Itō (Zanshin zambaken, 1929), Heinosuke Gosho (Sabishiki ranbomono, 1927; Mura no hanayome, 1928), Tomotaka Tasaka, Yasujirō Ozu (Umarete wa mita, 1932; Tokyo no onna, 1933; Dekigokoro, 1933), Tomu Uchida (Ikeru ningyo, 1929; Adauchi senshu, 1931), Hiroshi Inagaki (Chuji Kunisada, 1933; Shinsengumi, 1934; Daibosatsu toge, 1935-1936), Shirō Toyoda e Mikio Naruse (Kimi to wakarete, 1933; Yogoto no yume, 1933; Kagiri naki hodo, 1934).
In una produzione in buona parte fondata su adattamenti letterari e teatrali, alcuni autori, come Mizoguchi, Ozu e Naruse, si dedicano soprattutto a film di ambientazione contemporanea, i gendai-geki, sia in chiave di commedia che di dramma, mentre altri, come Ito, Inagaki, Kinugasa e Uchida si specializzano nei film d'epoca, i jidai-geki, o chanbara, preferiti dal grande pubblico. Un crescente successo ottiene una forma di commedia definita nansensu mono ("film dell'assurdo"), equivalente dello slapstick americano, a cui contribuiscono registi rientrati da Hollywood come Yutaka Abe e Frank Tokunaga.

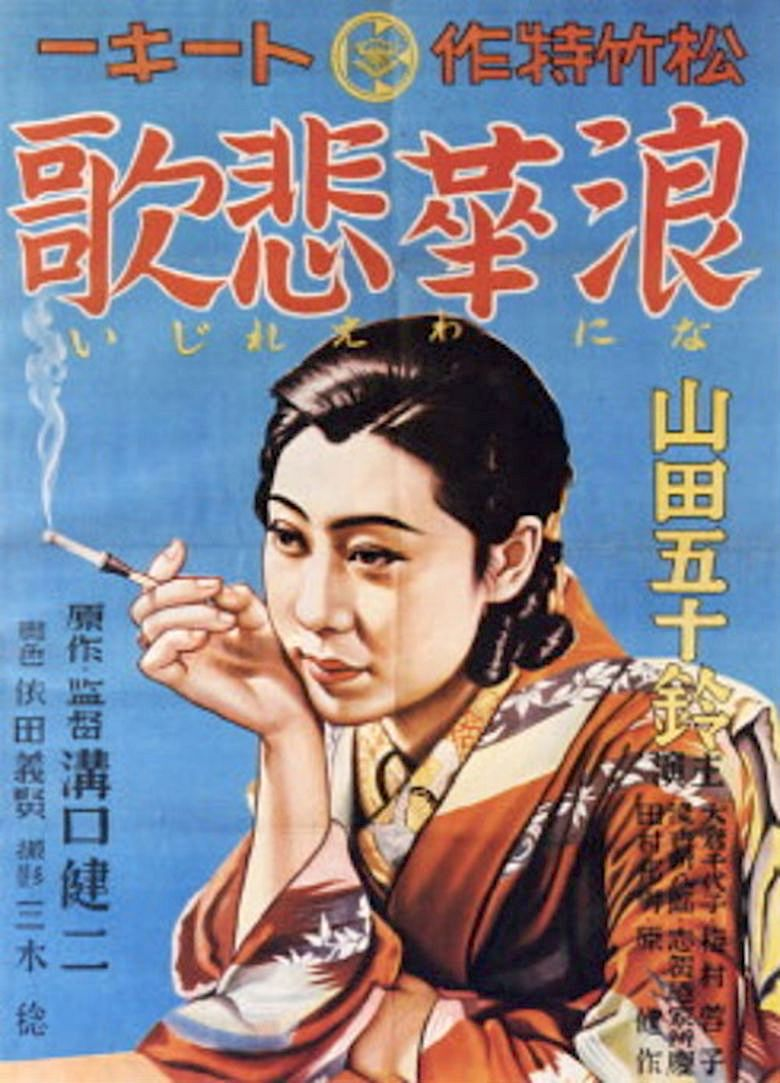
Locandina del film Elegia di Osaka (1936).

La transizione dal cinema muto a quello sonoro non è facile né rapida, sia per la forte opposizione dei benshi, le cui performance erano diventate parte integrante dei film, sia per la mediocre qualità tecnica dei primi, imperfetti sistemi di sonorizzazione. Il primo film interamente parlato (hankakutekina tōkii, "autentico sonoro"), realizzato con il sistema Tsuchihashi e prodotto dalla Shochiku, è la commedia Madamu to nyōbo ("La signora e mia moglie"), diretta da Heinosuyke Gosho nel 1931, ma ancora per diversi anni il sonoro non si afferma in modo generalizzato, anche se la tendenza è inarrestabile.
A questo primo difficile periodo del cinema sonoro appartengono molte opere importanti: Maria no Oyuki (1935), Elegia di Osaka (Naniwa ereiji) (1936) e Gion no shimai (1936) di Mizoguchi; Otome gokoro sannin musume (1935), Tsuma yo bara no yo ni (1935) e Uwasa no musume (1935) di Naruse; Hitori musuko (1936) di Ozu; Tonari no Yae-chan (1934) e Okoto to Sasuke (1935) di Shimazu; Nakinureta haru no onna yo (1933), Tokyo no eiyu (1935) e Arigatô-san (1936) di Shimizu; Tange Sazen yowa: Hyakuman ryo no tsubo (1935), Kochiyama soshun (1936) e Ninjo kami fusen (1937) di Sadao Yamanaka.
Verso la fine degli anni venti, la crisi economica favorisce la diffusione di ideologie di sinistra, che rinnovano la letteratura, il teatro e il cinema. La nuova coscienza sociale prende la forma dei keikō eiga ("film di tendenza"), film realistici, impegnati, trasversali ai generi già esistenti, sia di ambientazione contemporanea, come Ikeru ningyō ("Una bambola vivente") (1929) di Uchida e Nani ga kanojo o sō saseta ka ("Cosa l'ha spinta a farlo?") (1930) di Shigeyoshi Suzuki, che storica, come Zanjin zanba ken ("La spada assassina di uomini e di cavalli") (1929) di Daisuke Itō e Rōningai ("La strada dei rōnin") (1928-1929) di Masahiro Makino.
Negli stessi anni gli intellettuali marxisti del Nappu (Zen Nihon musansha geijutsu dantai, Federazione artistica dei proletari giapponesi) animano il movimento di cinema amatoriale del Prokino ("cinema proletario"), che propone opere di forte denuncia, soprattutto di carattere documentario, girate con mezzi limitati, sviluppate in laboratori di fortuna, proiettate nell'anonimato.
Entrambi i fenomeni sono però di breve durata e soccombono di fronte alla censura, sempre più violenta, in particolare dopo l'incidente di Mukden del 1931: i keikō eiga concludono il loro periodo migliore nel 1932, mentre il Prokino è definitivamente sciolto nel 1934.

### 1936-1945: il periodo nazionalista e militarista
La decisa tendenza nazionalista e militarista del Giappone, emersa a partire dall'inizio degli anni trenta e culminata nel 1936 con il trattato di alleanza con la Germania nazista e nel 1937 con l'invasione della Cina, investe anche il cinema, che non può rimanere estraneo alla realtà politica del paese. Non solo il governo rafforza la censura, arrivando ad arrestare o addirittura uccidere artisti di simpatie marxiste, ma nel 1939 prende sotto il suo diretto controllo l'industria cinematografica, riducendo le compagnie majors alle sole Shochiku e Toho, affiancate nel 1942 da una terza compagnia "nazionale", la Dai Nihon Eiga ("Società cinematografica del Grande Giappone").

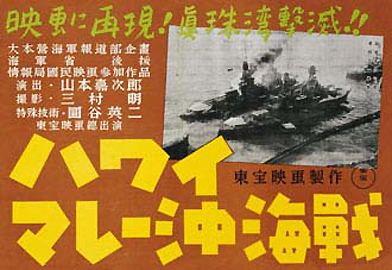
Locandina del film Hawaï Mare ooki kaisen (1942).

Alcuni cineasti, quali Yasushi Sasaki, Hisatora Kumagai e Yutaka Abe, si mettono al servizio della propaganda nazionale. I due più importanti autori del nazionalismo nipponico sono Tomotaka Tasaka, autore di Gonin no sekko-hei ("I cinque soldati esploratori") (1937) e Tsuchi to heitai ("Terra e soldati") (1939), e Kajirō Yamamoto, che realizza per la Toho opere quali Hawaï Mare ooki kaisen ("La guerra navale dalle Hawaii alla Malesia") (1942), dall'impressionante ricostruzione dell'attacco di Pearl Harbor, Kato hayabusa sentotai ("I falchi del generale Kato") (1944) e Raigekitai shutsudo! ("Avanti le squadre di torpediniere!") (1944).
In un simile contesto, ostile all'espressione artistica personale, i maggiori autori dell'epoca tentano invece di conservare una relativa indipendenza, ripiegando su temi "innocui", quale le biografie di artisti o il repertorio kabuki. È il caso di Mizoguchi, con Zangiku monogatari ("Storia di crisantemi tardivi") (1939), Geido ichidai otoko ("Vita di un attore") (1941), una versione in due parti del classico I quarantasette ronin (Genroku Chushingura) (1941-1942) e un adattamento di Miyamoto Musashi (1944), e di Mikio Naruse, con Tsuruhachi Tsurujiro (1938). Un altro cineasta di primo piano, Yasujiro Ozu, in questo periodo riesce a realizzare solo tre film, perché coinvolto più direttamente nell'impegno bellico: come membro dell'esercito imperiale trascorre due anni in Cina ed in seguito viene fatto prigioniero a Singapore e rientra in Giappone solo a guerra conclusa, nel 1946.
Nel pieno della guerra esordisce, con il film Sugata Sanshirō (1943), uno dei cineasti giapponesi più importanti del dopoguerra e il più conosciuto a livello internazionale, Akira Kurosawa.

### La rinascita del dopoguerra

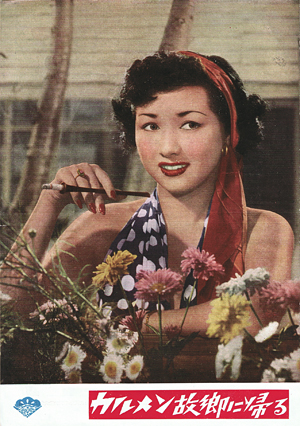
Locandina del primo film a colori giapponese, Karumen kokyo ni kaeru (1951).

Nei primi anni del dopoguerra l'industria cinematografica è fortemente segnata dall'influenza della politica.
Da un lato, subisce il controllo e la censura degli organi preposti dall'esercito di occupazione americano, il Civil Censorship Detachment e il Center of Information and Education, che proibiscono i film storici che diffondono uno «spirito feudale», come Musume Dojoji ("La fanciulla del tempio Dojo") (1945), primo film di Kon Ichikawa, e promuovono i film antimilitaristi, come Senso to heiwa ("La guerra e la pace") (1947) di Fumio Kamei e Satsuo Yamamoto. Dall'altro, subisce la forte ascesa del Partito comunista, i cui sindacati organizzano duri scioperi negli studi di produzione tra il 1947 e il 1948.
A partire dalla fine degli anni quaranta, tornano alla ribalta i cineasti che avevano esordito negli anni venti, nell'epoca del muto, ed erano stati protagonisti del cinema anteguerra, come Yasujiro Ozu, Kenji Mizoguchi e Mikio Naruse, e si affermano nuovi autori, quali Keisuke Kinoshita, regista del primo film a colori giapponese, Karumen kokyo ni kaeru ("Carmen ritorna al paese") (1951), Kon Ichikawa e soprattutto Akira Kurosawa.

### L'età d'oro degli anni cinquanta
Gli anni cinquanta rappresentano il periodo più glorioso della storia del cinema giapponese, una nuova «età d'oro» dopo quella degli anni del muto, sia dal punto di vista quantitativo che qualitativo.
Grazie alla ricostituzione del sistema delle majors (Nikkatsu, Shochiku, Toho, Daiei, Toei, Shintoho) e alla concorrenza ancora debole della televisione, la produzione cresce ininterrottamente per oltre un decennio, passando dai 69 film prodotti nel 1946, ai 215 nel 1950 e ai 555 nel 1960, l'annata-record a partire dalla quale però la tendenza si inverte e la produzione comincia a calare costantemente.
All'interno di una così ampia produzione commerciale, articolata nei più diversi generi popolari, spiccano le vette artistiche di autori quali Kurosawa e Mizoguchi, che non conquistano il box-office ma offrono prestigio alle case di produzione che danno loro libertà di espressione, e i cui film, presentati con successo nei maggiori festival cinematografici europei, fanno scoprire il cinema giapponese al pubblico occidentale.

#### Cinema d'autore
Ad aprire una stagione di grandi capolavori è Rashomon (1950) di Akira Kurosawa, un'opera atipica, molto moderna, poco compresa dalla sua stessa casa di produzione, che riesce a vincere il Leone d'oro alla Mostra internazionale d'arte cinematografica di Venezia e l'Oscar per il miglior film straniero.
L'eccezionale successo del film stimola una politica esportatrice fino ad allora del tutto assente, per la scarsa coordinazione tra le majors e l'assenza di un organismo centrale ad essa destinato. Le case di produzione scelgono però di inviare ai festival europei quasi esclusivamente film storici in costume, per la convinzione che i film d'ambientazione contemporanea non possano essere né capiti né tantomeno apprezzati dal pubblico occidentale, dando così visibilità ad un autore come Mizoguchi, ma danneggiandone altri ugualmente meritevoli, come Ozu e Naruse. Nel contempo, danno vita ad un cinema d'esportazione mirato appunto a soddisfare un superficiale gusto occidentale per l'esotismo.
Kurosawa nel giro di pochi anni firma almeno altri tre capolavori: Vivere (Ikiru) (1952), il suo miglior film di ambientazione contemporanea; l'epico jidai-geki I sette samurai (Shichinin no Samurai) (1954), un grande successo internazionale, malgrado la lavorazione travagliata e i pesanti tagli della produzione; l'adattamento dal Macbeth shakespeariano Il trono di sangue (Kumonosu-jō) (1957).
Con La vita di O-Haru - Donna galante (Saikaku ichidai onna) (1952), adattamento di un classico della letteratura giapponese, premiato con il Leone d'argento alla Mostra del cinema di Venezia, Kenji Mizoguchi apre un breve periodo di grazia, interrotto dalla morte prematura nel 1956. Tra i titoli più celebri, I racconti della luna pallida d'agosto (Ugetsu monogatari) (1953), L'intendente Sansho (Sanshô dayû) (1954) e Gli amanti crocifissi (Chikamatsu monogatari) (1954).
Pur sconosciuti all'epoca in Occidente e riscoperti solo in seguito, in quegli anni sono all'opera altri due grandi cineasti come Yasujirō Ozu e Mikio Naruse. Del primo vanno citati almeno Viaggio a Tokyo (Tōkyō monogatari) (1953), Crepuscolo a Tokyo (Tōkyō boshoku) (1957) e Erbe fluttuanti (Ukigusa) (1959), del secondo Okasan ("La madre") (1952), Ukigumo ("Nuvole fluttuanti") (1955) e Nagareru ("In balia della corrente") (1956).
Altri registi attivi negli anni cinquanta e sessanta sono Keisuke Kinoshita, Kon Ichikawa, Masaki Kobayashi e Kaneto Shindō.
Kinoshita ottiene grandi successi con commedie e melodrammi sentimentali, come Nijushi no hitomi ("Ventiquattro occhi") (1954) e Yorokobi mo kanashimi mo ikutoshitsuki ("Cronaca di un amore con gioia e tristezza") (1957), che gli consentono però di poter sperimentare in un film come Narayama bushi-ko ("La ballata di Narayama") (1958), kabuki a colori e in Cinemascope tutto girato in studio (poi rifatto da Imamura in chiave iperrealista).
Ichikawa si dedica in modo particolare all'adattamento di opere letterarie, assistito dalla moglie e co-sceneggiatrice Natto Wada. Tra le sue opere più importanti, L'arpa birmana (primo film giapponese candidato, nel 1957, per l'Oscar al miglior film straniero), (Biruma no tategoto) (1956), Kagi (La chiave) (1959), dall'omonimo romanzo di Tanizaki, La fiamma del tormento (Enjo) (1958), dal romanzo Il padiglione d'oro di Yukio Mishima, Fuochi nella pianura (Nobi) (1959), dal romanzo di Shōhei Ōoka.
Kobayashi è l'autore del monumentale Ningen no joken (1959-1961), film in tre parti, per una durata complessiva di 9 ore e 45 minuti, una sorta di Guerra e pace di notevole successo in patria, ma si fa conoscere in Occidente con il jidai-geki Harakiri (1962) e il film di fantasmi Kwaidan (1964), entrambi vincitori del Premio speciale della giuria al Festival di Cannes.
Shindo, regista di I figli di Hiroshima (Genbaku no ko) (1952), raggiunge un successo internazionale con L'isola nuda (Hadaka no shima) (1960).

#### Cinema popolare

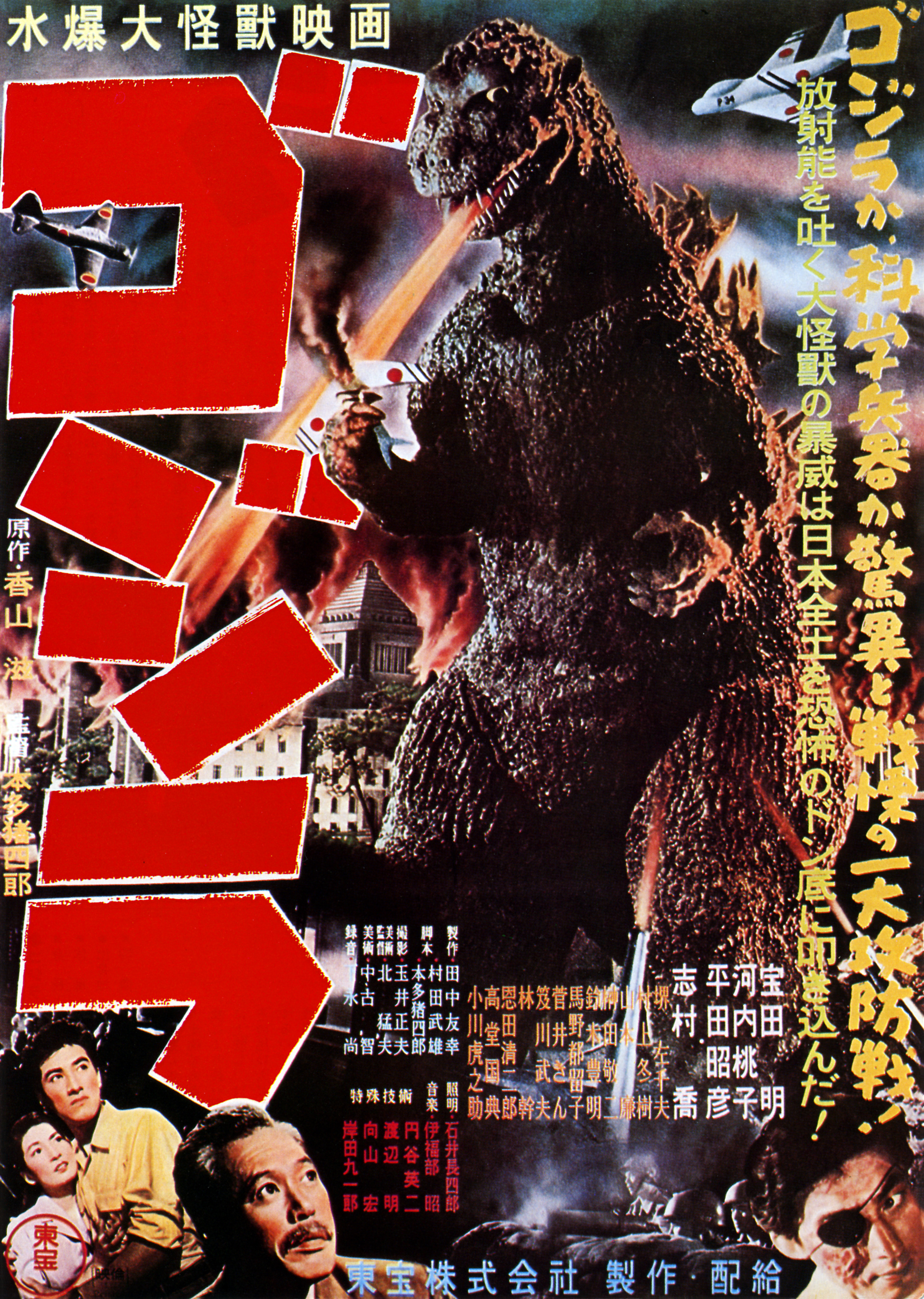
Locandina del film Godzilla (1954).

Tra i molti generi del cinema di intrattenimento (goraku-eiga), spicca per popolarità il jidai-geki, passaggio obbligato per la maggior parte dei registi giapponesi, che negli anni cinquanta e sessanta è interessato da un sostanziale rinnovamento e, grazie ai progressi tecnici (colore, Cinescope...), guadagna in stile e raffinatezza estetica. Vengono ripresi in buona parte i soggetti già trattati prima della guerra, come la storia classica di Miyamoto Musashi, riproposta in una trilogia diretta da Hiroshi Inagaki, tra 1954 e 1955, il cui primo capitolo vince l'Oscar per il miglior film straniero, e in una versione in cinque parti diretta da Tomu Uchida, tra 1961 e 1965. Tra gli specialisti del genere spiccano Daisuke Ito, Masahiro Makino (Ronin-gai, 1957), Kenji Misumi (regista di Zatoichi monogatari, 1962, primo episodio della popolare serie sul massaggiatore cieco Zatoichi, e di molti altri episodi successivi) e Hideo Gosha.
Un altro genere tradizionale è quello del film di fantasmi, l'obake-mono, mentre un'importante novità di questi anni è il film di mostri, il kaiju eiga, il cui fortunato capostipite è Godzilla (1954), diretto da Ishirō Honda e prodotto dalla Toho, che unisce le paure della guerra fredda all'ispirazione di un classico come King Kong. Lo straordinario successo di questo film dà vita ad innumerevoli seguiti, epigoni ed imitazioni, prodotti da tutte le majors, con la proliferazione dei più diversi mostri (Rodan, Mothra, Gamera...), protagonisti di serie a loro dedicate. Sono addirittura undici quelli che la Toho riunisce nel 1968 nel film Gli eredi di King Kong.
Alla fine degli anni cinquanta comincia ad essere codificato anche lo yakuza-eiga, il film gangster giapponese, che raggiungerà l'apice nei due decenni successivi, ad opera soprattutto di Kinji Fukasaku e Seijun Suzuki.
A partire dal 1958, con La leggenda del serpente bianco, primo lungometraggio animato a colori giapponese, la Toei comincia a dedicarsi sistematicamente anche al cinema di animazione, destinato a diventare nel giro di pochi anni, grazie al legame con l'importante mercato dei manga e con la consistente produzione seriale per la televisione, una parte preponderante dell'industria cinematografica nazionale.

### Gli anni sessanta tra rivoluzione e declino
Il fenomeno mondiale della nouvelle vague coinvolge anche il cinema giapponese, fra la fine degli anni cinquanta e l'inizio degli anni sessanta. Alcuni giovani registi, appassionati di letteratura, arte e cinema stranieri, critici verso l'accademismo dei propri predecessori e ammiratori del cinema di Godard, Truffaut, Resnais, Antonioni, danno vita ad una vera e propria rivoluzione estetica, che coincide però con l'inizio del progressivo e inarrestabile declino commerciale ed artistico del sistema industriale cinematografico giapponese, che nel giro di un decennio subisce un crollo verticale degli spettatori (oltre un miliardo nell'anno-record 1958, poco più di trecento milioni nel 1967, appena 187 milioni nel 1973), a fronte di un inversamente proporzionale aumento del costo del biglietto (65 yen nel 1959, 203 nel 1965, addirittura 500 nel 1973) e della crescente importanza e attrattiva del mezzo televisivo (alla cui diffusione contribuiscono in modo sostanziale le Olimpiadi di Tokyo del 1964).

#### Lanouvelle vague
Gli autori che animano il «nuovo cinema giapponese» emergono all'interno delle case di produzione, come la Shochiku (Nagisa Ōshima, Kiju Yoshida, Masahiro Shinoda) e la Nikkatsu (Shōhei Imamura, Seijun Suzuki), oppure sono del tutto indipendenti (Susumi Hani, Hiroshi Teshigahara, Shūji Terayama).
Oshima, dopo aver esordito nel 1959 con Ai to kibo no machi ("Il quartiere dell'amore e della speranza"), raggiunge il successo con il successivo Racconto crudele della giovinezza (Seishun zankoku monogatari) (1960), radicalmente nuovo per scrittura, stile, montaggio. Ancor più rivoluzionario e provocatorio è l'esplicitamente politico Notte e nebbia del Giappone (Nihon no yoru to kiri), che viene ritirato dalle sale dopo soli quattro giorni e costringe Oshima a lasciare la Shochiku per fondare una propria compagnia di produzione indipendente. Con i suoi film successivi, il regista attacca frontalmente la società giapponese contemporanea nei suoi diversi aspetti, rivelando anche un eccezionale eclettismo formale.
Yoshida esordisce nel 1960 con Rokudenashi ("Buono a nulla"), raggiunge il suo miglior esito del periodo con Akitsu onsen ("La sorgente termale di Akitsu") (1962) e, come Oshima, è poi costretto a lasciare la casa di produzione per garantirsi una piena libertà di espressione, spingendo le sue sperimentazioni verso la decostruzione (Eros+gyakusatsu, 1969) e la teatralizzazione straniata (Rengoku Eroika, 1970; Kokuhakuteki joyu-ron, 1971). Shinoda invece, più estetista e meno radicale rispetto ai compagni, riesce a continuare a lavorare nel sistema delle majors, raggiungendo i suoi migliori risultati del periodo con Kawaita hana ("Il fiore pallido") (1963) e Ansatsu ("Assassinio") (1964).
Alla Nikkatsu, a rappresentare la novità è Imamura, il cui primo film importante è Porci, geishe e marinai (Buta to gunkan) (1961). Tra i suoi film successivi si possono citare Cronache entomologiche del Giappone (Nippon konchuki) (1963), Jinruigaku nyumon ("Introduzione all'antropologia") (1965) e soprattutto il capolavoro Il profondo desiderio degli dei (Kamigami no fukaki yokubo), il cui insuccesso commerciale segna la fine del rapporto con la casa di produzione. Imamura si dedica allora ai documentari, come Nippon sengoshi: Madame Onboro no seikatsu ("Storia del Giappone del dopoguerra: la vita di Madame Onboro") (1970), e alla televisione, prima di tornare al cinema di finzione alla fine degli anni settanta.
Suzuki, dopo aver realizzato per alcuni anni anonimi film di genere, a partire dai primi anni sessanta comincia a mostrare un crescente spirito anticonformista e iconoclasta, per esempio nell'audace La porta del corpo (Nikutai no mon) (1964), scandaloso per l'epoca. Il culmine di questo suo percorso è rappresentato da La farfalla sul mirino (Koroshi no rakuin) (1967), delirante yakuza-eiga parodico che non rispetta alcuna regola del genere e che gli costa la rottura con la Nikkatsu e un intero decennio di inattività al cinema.
Al di fuori del sistema delle majors agiscono gli indipendenti Hani e Teshigahara. Il primo si interessa in particolare all'infanzia e all'adolescenza (Furyo shonen, 1960; Hatsukoi jigokuhen, 1968) ed è uno dei primi a girare fuori dal Giappone (Bwana Toshi del 1965 in Africa, Andesu no hanayome del 1966 in America latina). Il secondo si dedica soprattutto agli adattamenti per il cinema delle opere letterarie dello scrittore Kōbō Abe, fra cui La donna di sabbia (Suna no onna) (1964), premiato a Cannes, che lo porta alla ribalta internazionale.

#### La decadenza dell'industria cinematografica
Le majors volgarizzano e sfruttano commercialmente i contenuti provocatori dei film d'autore della nouvelle vague, producendo film a basso costo, pieni di sesso e violenza (che la rivale televisione non può offrire), una politica commerciale che sul breve periodo si dimostra redditizia, ma che non può salvare un sistema in piena decadenza e che sul lungo periodo risulta anzi dannosa, disaffezionando e disabituando il pubblico al cinema di qualità.
A metà degli anni sessanta sono lanciati i pinku-eiga ("film rosa") o ero-sen ("linea erotica"). I due principali registi di questo genere sono Tetsuji Takechi (Hakujitsumu, 1964; Kokeimu, 1964) e Kōji Wakamatsu (Kabe no naka no hibegoto, 1965; Okasareta byakui, 1967).
In un simile contesto, perfino un autore della statura di Akira Kurosawa ha difficoltà a realizzare i propri film e nel 1969 fonda, insieme ad altri tre importanti cineasti, Ichikawa, Kinoshita e Kobayashi, la Yonki no kai ("Società dei quattro cavalieri"), la cui prima produzione è Dodes'ka-den (1970), diretto appunto da Kurosawa. Il film è un tale insuccesso da spingere il regista a tentare il suicidio.

### Gli anni settanta
Nel corso degli anni settanta prosegue la profonda crisi economica dell'industria cinematografica iniziato nel decennio precedente. Nel 1971 chiude temporaneamente la Daiei, mentre la Nikkatsu, prossima a sua volta al fallimento, si garantisce ancora qualche anno di sopravvivenza iniziando a produrre con i roman-porno ("romantico-pornografico"). Nel 1975 chiude invece l'ATG (Art Theatre Guild), che per un decennio, a partire dal 1965, si era efficacemente occupata di distribuire la maggior parte dei film indipendenti, contribuendo in modo decisivo alla loro diffusione, anche al di fuori del Giappone. A ulteriore dimostrazione della decadenza del sistema delle majors, il cinema giapponese non è più rappresentato nei festival stranieri dalle loro produzioni, realizzate sempre più in economia, ma da film indipendenti.
Kaigen-rei ("Colpo di Stato") (1973) di Yoshida, sull'anarchico di destra Ikki Kita, ispiratore del fallito colpo di Stato del 1936, un insuccesso commerciale che costa al regista oltre un decennio di inattività cinematografica, può simboleggiare la fine della fase più sperimentale della nouvelle vague.
I due maggiori successi internazionali del decennio sono significativamente co-produzioni straniere. Dersu Uzala - Il piccolo uomo delle grandi pianure (1975) di Kurosawa, Oscar per il miglior film straniero, è prodotto dalla sovietica Mosfil'm. Grazie alla produzione della francese Argos Films di Anatole Dauman, Oshima può aggirare la censura giapponese e infrangere, con lo scandaloso Ecco l'impero dei sensi (Ai no korida) (1976), l'ultimo tabù del cinema giapponese: la rappresentazione esplicita del sesso sullo schermo. Al grande successo in Occidente, dove in epoca di liberazione sessuale il film assume perfino valore di manifesto culturale, corrisponde però un lungo processo in patria, per oscenità e pornografia.
L'unico nuovo autore di rilievo emerso in questi anni è l'eclettico Shūji Terayama, scrittore, drammaturgo, pugile, regista di Sho o suteyo, machi e deyo ("Gettiamo i libri e scendiamo in strada") (1971) e Den'en ni shisu ("La morte in campagna") (1974), ma la sua carriera è interrotta dalla morte prematura nel 1983.
Il cinema di genere è caratterizzato da un costante tendenza verso l'eccesso, di cui sono rappresentativi i violenti film di yakuza prodotti dalla Toei, come Lotta senza codice d'onore (Jingi naki tatakai) (1973) di Kinji Fukasaku, o il jidai-geki della Toho Lady Snowblood (Shurayukihime) (1973) di Toshiya Fujita.
Di grande successo popolare è la serie di commedie della Shochiku Otoko wa tsurai yo ("È duro essere un uomo"), iniziata nel 1969, incentrata sulle avventure del vagabondo Tora-san, interpretato da Kiyoshi Atsumi. La serie, di cui escono due episodi ogni anno, è seguita fedelmente dal pubblico per oltre vent'anni, fino al 1995, quando è interrotta per la morte dell'interprete protagonista.

### Gli anni ottanta
Le opere più notevoli degli anni ottanta sono realizzate da un monumento vivente del glorioso cinema giapponese del passato, Akira Kurosawa, e da due superstiti della nouvelle vague, Nagisa Oshima e Shohei Imamura.
Kurosawa, grazie all'interesse di Lucas, Spielberg e Coppola e ai capitali americani della Fox, può girare un film al di sopra dei limiti produttivi del cinema giapponese di quegli anni, Kagemusha - L'ombra del guerriero (1980), che gli vale la Palma d'oro del Festival di Cannes e un rinnovato successo mondiale. Cinque anni dopo, la trasposizione del Re Lear shakesperiano Ran (1985), prodotto dal francese Serge Silberman e dall'indipendente giapponese Masato Hara, è il suo ultimo film epico.
Nel 1983 Oshima realizza con grande successo un nuovo film scandalo, Furyo (Senjo no Merry Christmas), nel quale sesso e guerra sono intrecciati come mai prima, ma inaspettatamente al Festival di Cannes di quell'anno viene battuto da La ballata di Narayama (Narayama bushiko) di Imamura (il quale vincerà poi una seconda, altrettanto inattesa, Palma d'oro nel 1997 con L'anguilla).
Inoltre verso la fine del decennio (ed ancora di più al principio del successivo) il cinema d'animazione giapponese raggiunse la maturità, sia per tecnica che per tematiche. Gli anime giungono sempre più spesso nelle sale cinematografiche in lungometraggi e mediometraggi, si affermano alcuni registi capaci di fondare case di produzione autonome e interessate a sviluppare una poetica non commerciale, quando non esplicitamente undergruond. Inoltre questo mercato trae giovamento dalla presenza del settore degli OAV (ovvero gli home video) che dall'importante mercato delle esportazioni.
Un'altra caratteristica propria da cui trae vantaggi il cinema giapponese è la tendenza delle varie stazioni televisive a non trasmettere programmi, serie, cartoni animati, film-tv di origine straniera. Questo, se da un lato (fino alla diffusione dello streaming) tenne il mercato giapponese in una condizione di autoreferenzialità, dall'altro mantenne maestranze di ogni livello, attori, montatori, tecnici e una palestra per giovani registi.

### Gli anni novanta
Il Festival di Cannes 1993 è teatro di un importante momento di passaggio: fuori concorso viene presentato Madadayo - Il compleanno, ultima opera della lunghissima carriera dell'"imperatore" del cinema giapponese, Kurosawa, mentre nella sezione Un Certain Regard viene presentato Sonatine, che fa scoprire in Occidente Takeshi Kitano, affermato intrattenitore comico televisivo che ha esordito alla regia cinematografica nel 1989 con Violent Cop.
Kitano, consacrato dalla vittoria del Leone d'oro della Mostra del cinema di Venezia 1997 con Hana-bi - Fiori di fuoco, è l'unico autore giapponese emerso nel corso di questo decennio a raggiungere una fama internazionale, mentre la conoscenza delle opere di altri autori di rilievo, quali Hirokazu Kore'eda (Wonderful Life, 1998, premiato a San Sebastian e Torino), Shin'ya Tsukamoto (Tetsuo, 1989; Tetsuo II: Body Hammer, 1992; Tokyo Fist, 1995), Naomi Kawase (Moe no suzaku, 1997, Caméra d'or a Cannes) o Kiyoshi Kurosawa (Cure, 1997), rimane limitata all'ambiente degli addetti ai lavori e dei cinefili.

### Gli anni duemila
Akira Kurosawa muore nel 1998. L'ultimo grande veterano del cinema giapponese decade dopo più di cinquant'anni di attività e di trenta pellicole.
A differenza dei decenni precedenti, tuttavia, il cinema giapponese conosce una fase di nuova giovinezza. Le opere del Sol Levante attraggono sempre più cinefili e critici e ben presto autori rimasti nel dimenticatoio nei decenni precedenti emergono rapidamente. Dall'altra parte, autori già noti al pubblico occidentale consolidano la loro notorietà. È il caso di Takeshi Kitano, autore di film forse meno memorabili di quelli del decennio precedente, ma comunque degni di nota, come L'estate di Kikujiro (1999) e Zatōichi (2003).
In questi anni comincia a salire alla ribalta internazionale l'eclettico e prolifico Takashi Miike.
Il suo cinema, visionario e ricco di violenza, tratta spesso tematiche legate al mondo della Yakuza. Tra le sue pellicole più note si possono ricordare: Full Metal Yakuza (1997), Audition (1999) , Ichi the Killer (2001), l'anomala trilogia di Dead or Alive, Gozu (2003) e The Call - Non rispondere (2003). Nel 2007 realizza Sukiyaki Western Django, una sorta di omaggio/tributo a Django di Sergio Corbucci (da ricordare il divertente cameo di Quentin Tarantino, nei panni di un improbabile pistolero).
Fondamentale nel decennio è il cinema d'animazione, anche detto anime, che dona grande rinomanza e numerosi premi ai suoi autori. Primo tra tutti Hayao Miyazaki. Veterano del cinema d'animazione e cofondatore del celebre Studio Ghibli, realizza alcuni dei capolavori del cinema d'animazione di tutti i tempi, tra i quali La città incantata (2001), film vincitore dell'Oscar al miglior film d'animazione e dell'Orso d'oro al Festival di Berlino, Il castello errante di Howl (2004) e il più spensierato Ponyo sulla scogliera (2008). Altri film importanti che otterranno una buona valutazione anche dai critici europei e una notorietà notevole sono Vampire Hunter D: Bloodlust (2001) di Yoshiaki Kawajiri, Tokyo Godfathers (2003) e Paprika - Sognando un sogno (2006) di Satoshi Kon, Steamboy (2004) di Katsuhiro Ōtomo, I racconti di Terramare (2006) di Gorō Miyazaki, Evangelion: 1.0 You Are (Not) Alone (2007) e Evangelion: 2.0 You Can (Not) Advance (2009) di Hideaki Anno e The Sky Crawlers - I cavalieri del cielo (2008) di Mamoru Oshii.
Altri giovani registi di talento riescono ad affermarsi girando film che ottengono fama internazionale e vengono anche premiati in cerimonie internazionali. È il caso di Yōji Yamada con The Twilight Samurai (2002) e del poliedrico Yōjirō Takita che con Departures vince l'Oscar al miglior film straniero nel 2009. Il Giappone non vinceva un Oscar in questa categoria dal 1975, anno in cui vinse Akira Kurosawa con Dersu Uzala - Il piccolo uomo delle grandi pianure.
Ottengono una certa celebrità in occidente anche alcuni talentuosi attori prima snobbati, che lavorano in produzioni internazionali. È il caso soprattutto di Ken Watanabe, candidato all'Oscar al miglior attore non protagonista nel 2003 per la sua interpretazione in L'ultimo samurai, e Tadanobu Asano.
Riacquisisce molta popolarità persa nei decenni precedenti anche il cinema horror e soprattutto tra i giovani si diffonde una specie di adorazione verso questi. Abbandonati i vecchi cliché di Godzilla, i nuovi film "J-Horror" sono molto più inquietanti e cupi e spesso diventano anche oggetto di remake hollywoodiani. È il caso di Ring (1998) di Hideo Nakata e, Kairo (2001) di Kiyoshi Kurosawa e Ju-on: Rancore (2003) di Takashi Shimizu.

### Gli anni 2010
Sono quattro i film giapponesi che hanno ricevuto riconoscimenti internazionali nei maggiori festival cinematografici: Caterpillar di Kōji Wakamatsu era in competizione per l'Orso d'oro al Festival di Berlino 2010 e ha vinto l'Orso d'argento per la migliore attrice, Outrage di Takeshi Kitano in concorso per la Palma d'oro al Festival di Cannes 2010, Himizu di Sion Sono in concorso per il Leone d'oro al 68 ° Festival Internazionale del Cinema di Venezia.
Nel 2011 il film Ichimei di Takashi Miike era in competizione per la Palma d'Oro al Festival di Cannes 2012, il primo film in 3D mai in concorso al Festival di Cannes. Il film è stato co-prodotto dal produttore inglese indipendente Jeremy Thomas, che aveva già ottenuto successo con titoli giapponesi come Furyo, Tabù, Brother di Kitano, e 13 assassini.
Nel 2018 Hirokazu Kore'eda ha vinto la Palma d'oro al 71º Festival di Cannes per il suo Un affare di famiglia.
Nel 2020 Kiyoshi Kurosawa, regista attivo sin dagli anni '80 e con alle spalle una carriera di alterne fortune, vince il Leone d'argento per la migliore regia alla 77ª edizione della Mostra internazionale d'arte cinematografica di Venezia con Spy no tsuma.

### Gli anni 2020
Nel 2022 Ryūsuke Hamaguchi conquista l'Oscar al miglior film straniero per il film Drive My Car, che così facendo diventa il secondo film giapponese ad aggiudicarsi tale premio dopo il già citato Departures. Nel 2024 viene candidato sempre a quel premio il film Perfect Days, film al 100% giapponese ma diretto dal regista tedesco Wim Wenders.

## Generi
- Anime: film d'animazione. In precedenza chiamati dōga eiga e manga eiga.
- Bunka eiga: letteralmente "film culturali", di carattere documentario, rivolti all'edificazione culturale, diffusi nel corso del secondo conflitto mondiale.
- Chanbara: termine popolare per il ken-geki, letteralmente «teatro della spada» o «film-spada», una rappresentazione che prevede duelli con la spada. È un sottogenere del jidai-geki.
- Geidō mono: film biografici su personaggi del mondo dello spettacolo, ambientati in periodo Meiji.
- Gendai-geki: letteralmente «teatro contemporaneo», film di ambientazione contemporanea, intesa come successiva al 1868. I film ambientati nel periodo Meiji (1868-1911) possono essere indicati anche come Meiji mono.
- Hiubakusha eiga: film sulla bomba atomica.
- J-Horror: film dell'orrore.
- Jidai-geki: film d'epoca, in costume, di ambientazione storica precedente al 1868, quindi durante il Periodo Edo.
- Kaidan eiga: film basati su classici racconti di fantasmi.
- Kaiju eiga: letteralmente «film di mostri».
- Keikō eiga: letteralmente "film di tendenza", d'argomento e carattere sociale, prodotti soprattutto tra la fine degli anni venti e l'inizio degli anni trenta. Sono di ambientazione sia storica che contemporanea.
- Kokusaku eiga: film nazionalistici, prodotti nel periodo militarista e imperialista. Definiti anche sen'i kōyō eiga, dall'espressione sen'i kōyō, letteralmente "esaltazione della combattività".
- Kyōiku eiga: film educativi.
- Matatabi mono: sottogenere del jidai-geki, basato sulle avventure di yakuza erranti.
- Nansensu mono: "film dell'assurdo", commedie analoghe agli slapstick americani. Un sottogenere, dalle componenti erotiche e grottesche, è definito ero guro nansensu.
- Ninjō mono: film sentimentali.
- Obake mono: film di fantasmi tradizionali («o-bake» significa fantasma). La variante Bake-neko-mono mette in scena la trasformazione di donne in gatti. Questo tipo di film usciva tradizionalmente in occasione dell'Obon, la festa dei morti.[53]
- Pinku eiga: film erotici soft, soprattutto degli anni sessanta. Un sottogenere è il Pinky violence.
- Rekishi eiga: film storici.
- Ren'ai mono: film d'amore.
- Runpen mono: film sul sottoproletariato.
- Seishun eiga: letteralmente «film di gioventù», film commerciali incentrati sui problemi dei giovani.
- Shomin-geki: sottogenere del gendai-geki, incentrato sulle vicende del «popolo basso», la classe popolare. Quando il personaggio principale è la madre di famiglia si può definire hana mono («film di madre»).
- Shōnen mono: film sull'infanzia e sulla gioventù
- Yakuza eiga: "film di yakuza", film gangsteristici, incentrati sulle vicende della criminalità organizzata della Yakuza. Conosciuti anche come ninkyō eiga ("film cavallereschi").

## Festival dedicati al cinema giapponese in Italia
- Asian Film Festival
- Dragon Film Festival
- EstAsia - Cinema d'oriente
- Far East Film Festival
- Ottobre Giapponese